# Körmend (distrikt)
Körmend är ett distrikt i Ungern. Det ligger i provinsen Vas, i den västra delen av landet, 200 km väster om huvudstaden Budapest.